# JHSF Participações
JHSF Participações es una empresa brasileña que actúa en los sectores de centros comerciales, incorporación inmobiliaria, hotelería y gastronómica. Fue la primera empresa en el sector inmobiliario brasileño a priorizar activos de renta recurrente, que incluye la explotación de centros comerciales, aeropuertos y hoteles, más allá de los proyectos inmobiliarios. La compañía tiene como área principal de actuación e inversión el segmento de alta renta, con enfoque en actividades de renta recurrente.

## Historia
La compañía fue fundada en la ciudad de Sao Paulo en 1972 por los hermanos Fabio y José Roberto Auriemo, junto con otros socios. Inicialmente bajo el nombre de JHS, la compañía actuaba principalmente prestando servicios de construcción e incorporación. En 1990 hubo una división en la empresa. Fabio Auriemo asumió el control de la operación de la compañía que paso a llamarse JHSF y mantuvo foco en sus operaciones en el mercado inmobiliario.
En 2001, la empresa amplía su operación y paso a actuar en el área de centros comerciales. En 2007, después de una Oferta Pública de Acciones (OPA), la compañía abrió capital y pasó a tener sus acciones negociadas en el Novo Mercado de BMF&Bovespa.
JHSF adquirió participación mayoritaria de los hoteles del grupo Fasano. Al final del mismo año, JHSF inauguró el emprendimiento Fazenda Boa Vista, un condominio residencial de verano con 12 millones de metros cuadrados, en el municipio de Porto Feliz, en Sao Paulo. Fazenda Boa Vista es considerado el condominio más lujoso de Brasil.
En el siguiente año, la compañía inauguró en Salvador, Bahía, el Complexo Horto Bela Vista, compuesto por torres residenciales, una escuela y un centro comercial, considerado el tercero mayor de Bahía. JHSF también actúa como controladora del centro comercial Ponta Negra, uno de los principales centros comerciales de Manaos, en Amazonas.
En 2014, Eduardo Camara, hasta entonces vicepresidente, asumió como director-presidente del holding y José Auriemo Neto, hasta entonces director-presidente, paso a actuar como presidente del consejo de Administración.
Camara permaneció en el cargo hasta febrero de 2018, cuando fue reemplazado por Thiago Alonso de Oliveira, quien permaneció en el cargo hasta principios de 2024. Augusto Martins asumió como presidente de la empresa en febrero de este año.

## Operaciones
JHSF Internacional, posee operaciones en Estados Unidos y en Uruguay. Entre los emprendimientos desarrollados por JHSF Internacional están el edificio 815 en la Quinta Avenida de Nueva York, y la incorporación inmobiliaria del condominio residencial Las Piedras en Punta del Este en Uruguay.
Este hotel uruguayo tiene incluso una pista de aviación.

## Premios
- 2012, Cidade Jardim gana premio del Mejor perfil de sello de agua.[27]
- 2012, JHSF gana el premio PINI en la categoría "Ousadia Planejada".[28]
- 2012, JHSF vence el anuario Época Negocios 360 en la categoría "Melhor Empresa do Brasil" en el sector de inmuebles.[29][30]
- 2012, El edificio Vitra fue elegido como uno de los 10 mejores edificios residenciales del mundo, por Worth Magazine[31]
- 2014, La compañía es elegida por el Premio PINI como el mejor incorporado de Brasil.[32]
- 2014, Catarina Fashion Outlet gana premio "Destaque em outros formatos" en el Fórum Brasileiro de Shopping Centers.[33]